# Toyota Corolla Verso
Le Corolla Verso est un modèle d'automobile fabriqué par le constructeur japonais Toyota de 1997 à 2009.

## Première génération (1997-2001)
La première génération du Toyota Corolla Verso est lancée en 1997. Il s'appelle plus spécialement Corolla Spacio sur le marché japonais.

## Seconde génération (2001-2004)
La seconde génération est sortie de 2001 à 2004. Il a été spécialement réservé aux marchés européens, mais la société japonaise a également lancé la voiture sur le marché japonais sous le nom de Corolla Spacio (la seconde génération, comme après la première de 2001 à 2007). Cependant, il a été renouvelé depuis que Toyota a présenté la dixième génération de la Corolla.

## Troisième génération (2004-2009)
Le troisième opus du Corolla Verso, dessiné en France au studio de design Toyota "ED2" de Sophia-Antipolis, est sorti en mai 2004. Il est restylé en 2007 et commercialisé jusqu'en 2009.